# Stadio Ruta de la Plata
Lo stadio Ruta de la Plata (in spagnolo Estadio Ruta de la Plata, "stadio Itinerario dell'argento") è uno stadio di calcio di Zamora, città della Spagna.
Inaugurato il 1º settembre 2002, ospita le partite casalinghe dello Zamora Club de Fútbol. Ha una capienza di 7 813 posti. Di proprietà del comune, è stato costruito per sostituire il vecchio stadio La Vaguada.